# The Cape
The Cape – amerykański serial telewizyjny stworzony przez Toma Wheelera dla National Broadcasting Company. Zadebiutował w amerykańskiej telewizji 9 stycznia 2011 roku.

## Fabuła
Vince Faraday (David Lyons), po tym jak zostaje uznany za zmarłego oraz oszukany przez najlepszego przyjaciela, ukrywa się przed rodziną, przybierając postać The Cape, ulubionego komiksowego superbohatera swojego dziecka. Od tej pory jako superbohater będzie walczył ze złem w Palm City.

## Obsada

### Główni
- David Lyons jako Vince Faraday / The Cape
- Keith David jako Max Malini
- Summer Glau jako Orwell
- James Frain jako Peter Fleming / Chess
- Jennifer Ferrin jako Dana Faraday
- Ryan Wynott jako Trip Faraday
- Dorian Missick jako Marty Voyt
- Martin Klebba jako Rollo

### Poboczni
- Vinnie Jones jako Scales
- Richard Schiff jako Patrick Portman
- Izabella Miko jako Raia

## Spis odcinków
| Światowa premiera | Polska premiera | N/o | Angielski tytuł   |
| ----------------- | --------------- | --- | ----------------- |
|                   |                 |     |                   |
| 08.01.2011        | 14.05.2011      | 01  | Pilot             |
|                   |                 |     |                   |
| 09.01.2011        | 21.05.2011      | 02  | Tarot             |
|                   |                 |     |                   |
| 17.01.2011        | 28.05.2011      | 03  | Kozmo             |
|                   |                 |     |                   |
| 24.01.2011        | 04.06.2011      | 04  | Scales            |
|                   |                 |     |                   |
| 31.01.2011        | 11.06.2011      | 05  | Dice              |
|                   |                 |     |                   |
| 07.02.2011        | 18.06.2011      | 06  | Goggles and Hicks |
|                   |                 |     |                   |
| 14.02.2011        | 25.06.2011      | 07  | The Lich          |
| 21.02.2011        | 02.07.2011      | 08  | The Lich          |
|                   |                 |     |                   |
| 28.02.2011        | 09.07.2011      | 09  | Razer             |
|                   |                 |     |                   |
| 11.03.2011        | 16.07.2011      | 10  | Endgame           |
|                   |                 |     |                   |